# Eppzirler Alm
Die Eppzirler Alm liegt am westlichen Ende des Karwendels in Tirol in Österreich.

## Geographie
Vom nächstgelegenen Ort Gießenbach zwischen Scharnitz und Seefeld in Tirol öffnet sich in südlicher Richtung entlang des Gießenbachs der tief eingeschnittene Zugang zur großen Weidefläche der Eppzirler Alm mit Schutzhütte am Ende des Eppzirler Tals auf 1459 m ü. A.. Die Alm ist umgeben von dem Hufeisen der Gipfel der Erlspitzgruppe wie Karlspitze, Erlspitze, Freiungspitzen, Reither Spitze und Seefelder Spitze mit Höhen zwischen 2400 und 2200 m.

## Geschichte
Die Alm, mit Weiderechten und mehr als 5 km² Grund und Boden im Besitz der Agrargemeinschaft Zirl, wird seit Jahrhunderten bis heute von Zirl aus dem Inntal herauf über den Seefelder Sattel mit ca. 100 Stück Vieh bestoßen. In der zweiten Hälfte des 19. und in den ersten Jahrzehnten des 20. Jahrhunderts hatte die Alm den Zweitnamen „Goldalpe“. Bis zu 10 Gruben beuteten dort die Ölschieferlager zur Herstellung von Steinöl für medizinische Zwecke sowie von Asphalt als Bodenbelag aus. Gleich nach dem Anschluss Österreichs im Frühjahr 1938 bemühte sich die Gebirgskampfschule Mittenwald um die Errichtung einer Kaserne auf der Eppzirler Alm als Stützpunkt für die Gebirgsausbildung. 1939 war Baubeginn der ca. 100 m langen Kaserne. Ab 1942 wurde von dort Gebirgsausbildung betrieben.
Am 7. Februar 1945  erfasste eine riesige Lawine einen Lehrgang für Offizieranwärter bei einer Skitour zur Eppzirler Scharte oberhalb der Alm. Von den 21  Gebirgsjägern konnten sich drei selbst befreien, 18 waren tief verschüttet, so dass in den ersten Tagen nach dem Unglück nur 10 Mann tot aufgefunden, geborgen und nach Seefeld gebracht wurden. Nach den restlichen 8 Soldaten wurde bis in den August gesucht und gegraben. Im Juni 2020 wurde dazu an der Kapelle eine Gedenktafel angebracht.
Nach umfassender Gebirgsprüfung wurde einer der wenigen in Serie gebauten deutschen Hubschrauber, die Focke-Achgelis Fa 223 mit der Seriennummer V 16, auf der Eppzirler Alm aufgegeben. Da kein Hubschrauber in die Hände des Feindes fallen sollte, flog der Konstrukteur und Testpilot Carl Bode die V 16 am 30. April 1945 auf die Eppzirler Alm, die er von den Testflügen des Herbstes 1944 kannte, und sprengte die Maschine im Geröll oberhalb der Alm mit zwei Handgranaten. Zwei andere Maschinen der Baureihe, die V 14 und die V 17, gelangten in die Hand der Briten und der Amerikaner.
Nach dem Krieg wurde auf Anordnung der französischen Besatzungsmacht der Kasernenbau im Jahr 1947 geschleift. Das Material diente der Instandsetzung der in den letzten Tagen des Krieges durch Bomben zerstörten Häuser in Scharnitz und Reith bei Seefeld. Die massiven Kellergewölbe wurden 1983 durch Pioniere des Bundesheeres gesprengt und eingeebnet.

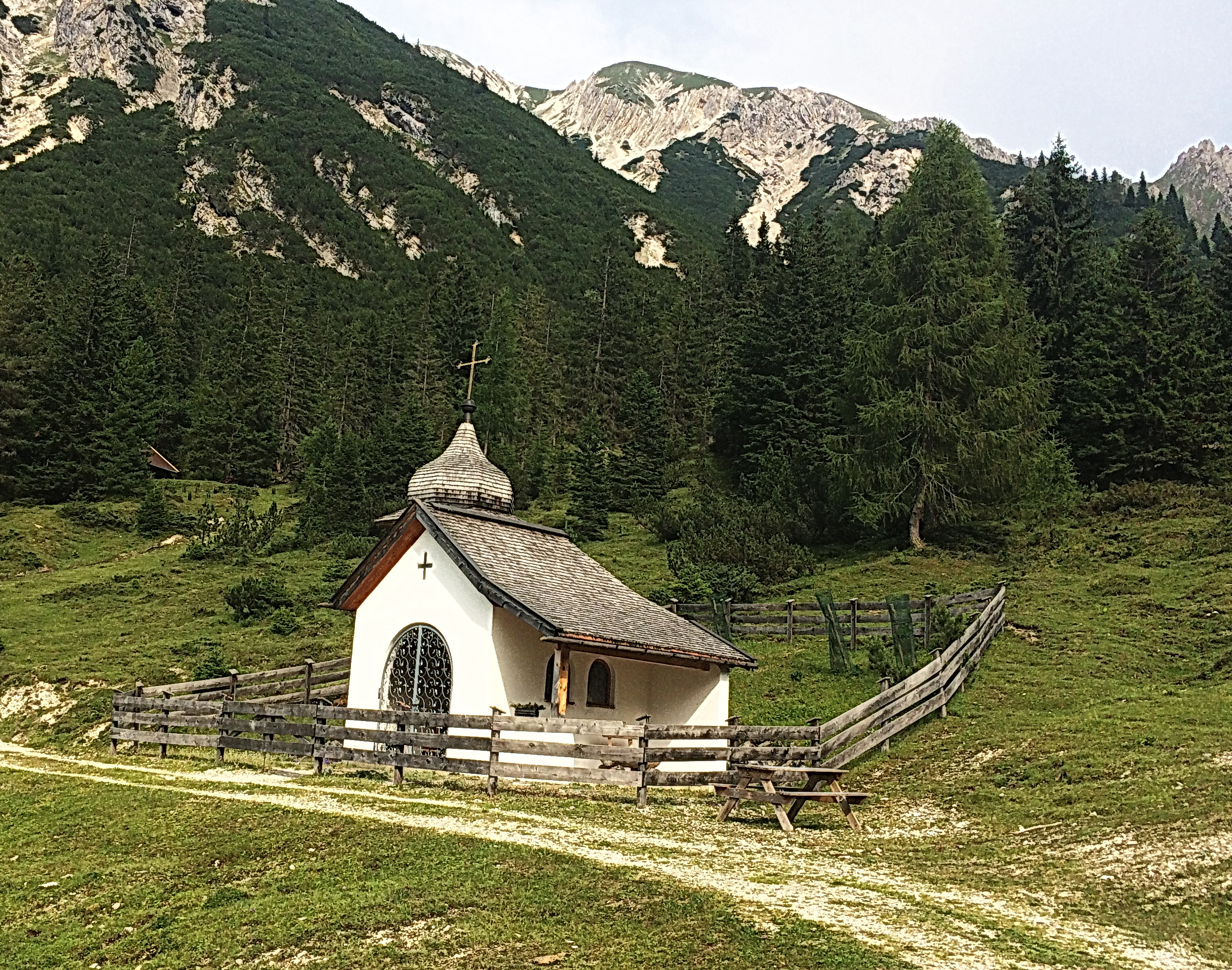
Marien-Kapelle auf der Eppzirler Alm

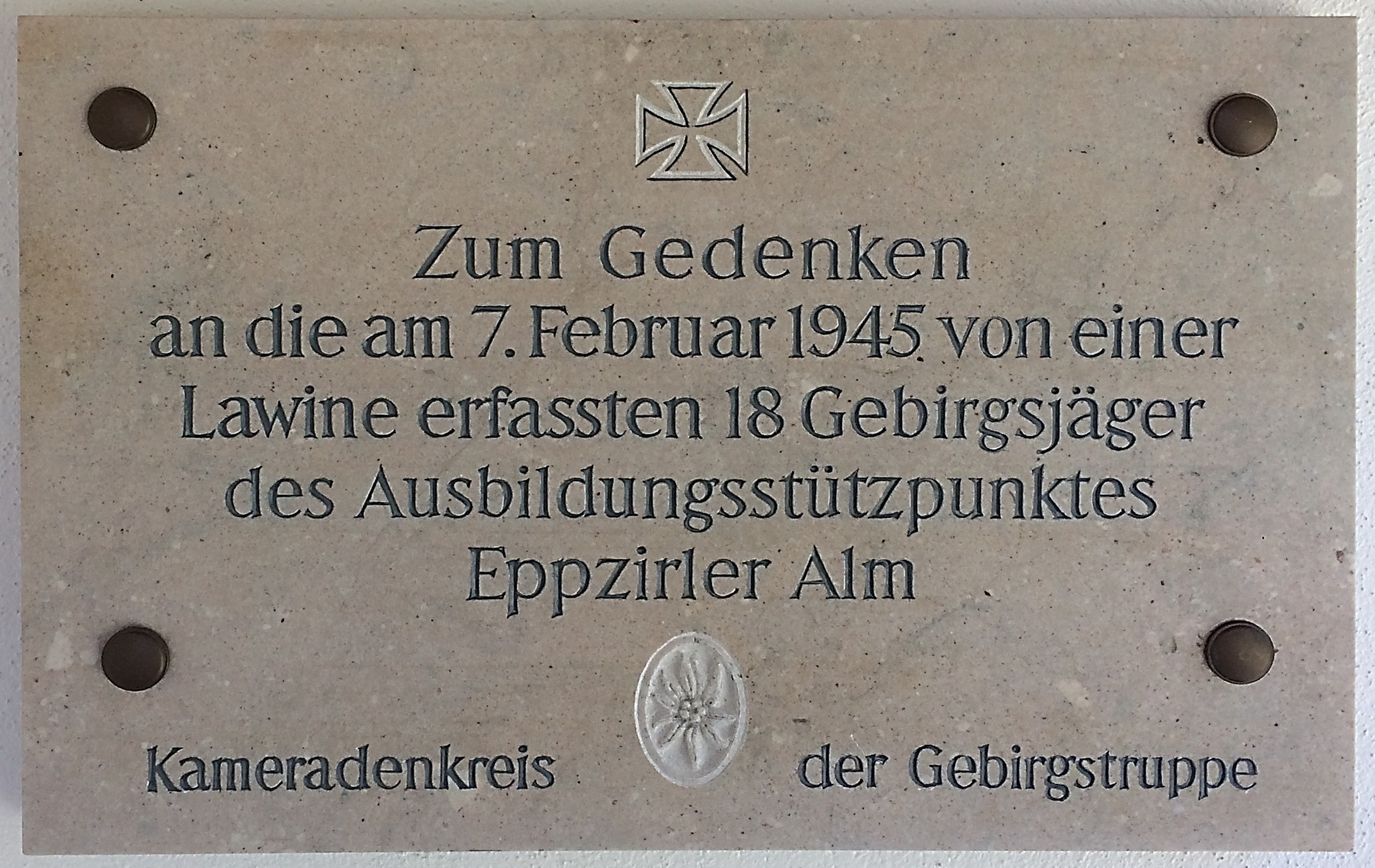
Gedenktafel für die am 7. Februar 1945 von einer Lawine erfassten 18 Gebirgsjäger des Ausbildungsstützpunktes Eppzirler Alm

Etwas oberhalb der Almgebäude wurde im Jahr 2010 die Marien-Kapelle errichtet, an der der alljährliche „Almkirta“ gefeiert wird.

## Tourismus
Bei den Almhütten entstand ein Gasthof zur Bewirtung und Unterbringung der Wanderer, Bergsteiger und Skifahrer. Die Hütte befindet sich in Privatbesitz und ist von Ende Mai bis Anfang Oktober geöffnet. Sie bietet 18 Matratzenlager, sechs davon im Haupthaus und zwölf in einem kleinen Nebengebäude. Die Hütte ist mit Toiletten und Duschen ausgestattet. Trotz mehrerer Überlegungen bis in die 1970er Jahre, die Eppzirler Alm mit dem Seefelder Skigebiet zu verbinden und zu erschließen, blieb dieses Kleinod alpiner Alm- und Hochgebirgslandschaft als solches erhalten. Gründe dafür sind die Ernsthaftigkeit der alpinen Gefahren und das Beharrungsvermögen der Agrargemeinschaft Zirl zum Schutz und Erhalt ihrer Weideflächen.
Die Alm ist Ausgangspunkt für Touren über die Eppzirler Scharte (2104 m ü. A.) und die Erlspitze (2405 m ü. A.) zum Solsteinhaus (1806 m ü. A.) oder über den Freiungen-Höhenweg zur Nördlinger Hütte (2239 m ü. A.).